# لوبيتشا كرولسكا
لوبيتشا كرولسكا (بالأوكرانية: Любича Королівська)‏، Liubycha Korolivs'ka هي مدينة في مقاطعة توماسوف لوبلسكي، لوبلين فويفود في شرق بولندا، تقع بالقرب من الحدود مع أوكرانيا. هي مقر غمينا (أحد تقاسيم بولندا الإدارية) وتسمى غمينا لوبيتشا كرولسكا. 

## معلومات أكثر
```
تقع على بعد حوالي 
16 كيلومتر (10
 
ميل)
 جنوب شرق توماسوف لوبلسكي و 
123 كيلومتر (76
 
ميل)
 جنوب شرق العاصمة الإقليمية 
لوبلان
. وتقع المدينة في المنطقة التاريخية 
غاليسيا
. 
[
5
]
```

يبلغ عدد سكان المدينة حوالي 1800 نسمة.